# 无政府共产主义者战斗组织
无政府共产主义者战斗组织（俄语：Боевая организация анархо-коммунистов，羅馬化：Boyevaya organizatsiya anarkho-kommunistov，BOAK）是活跃于东欧的无政府共产主义军事组织，是2022年俄罗斯和白俄罗斯的反战游击行动的一部分。其目标是进行社會革命，建设一个自由意志社會主義的社会。自2022年俄羅斯入侵烏克蘭开始以来，它参与破坏了俄罗斯和白俄罗斯的铁路设施，并攻击俄罗斯的征兵办事处和电信设备。据The Insider报道，自战争开始以来，该组织已成为俄罗斯“最活跃的‘颠覆性’力量”。

## 历史
该组织的博客在2020年9月时已有活动。该组织成员在接受采访时表示，该组织已存在多年，直到2022年俄羅斯入侵烏克蘭后才决定从事游击活动。其下属的网站“Anarchist Fighter”和Telegram频道2018年时就已存在。

## 反对俄罗斯入侵乌克兰
在俄罗斯入侵乌克兰期间，无政府共产主义者战斗组织声称对旨在扰乱俄罗斯联邦和白俄罗斯境内俄罗斯军队后勤的行动，如组织破坏征兵办公室及铁路等负责。组织发言人表示，“俄罗斯发动的乌克兰战争是一场可怕的悲剧，但这场战争为革命的少数派通过游击行动加深体制危机创造了机会。”
无政府共产主义者战斗组织这个名字首次公开出现是在2022年4月18日。当时该组织声称对破坏乌克兰边境地区别尔哥罗德州Belomestnoye村附近的信号塔袭击负责。据称攻击的目的是破坏军事通信网络。
2022年5月23日，无政府共产主义者战斗组织声称对通往莫斯科州谢尔吉耶夫镇附近的俄罗斯联邦国防部第12总局的军用铁路轨道进行了破坏。他们在网站表示他们拆除了部分铁轨。
2022年6月28日，“无政府共产主义者战斗组织弗拉基米尔分部”发表新闻稿，声称成功破坏了弗拉基米尔州基爾扎奇附近的军事单位55443 VD Barsovo（俄罗斯国防部火箭炮兵装备总局第51兵工厂）的铁路。无政府共产主义者战斗组织在新闻稿中表示，“每一列被阻止的火车都可能有助于和平的乌克兰城市免受导弹和火箭袭击！”
2022年10月9日，该组织发布了遭到破坏的巴尔瑙尔铁轨的照片，声称破坏活动成功导致一列货运列车脱轨。
在接受英国记者Jake Hanrahan采访时，组织成员声称他们使用維基衛星地圖寻找目标。一名受访者表示，他们宁愿与俄罗斯政府战斗而死，也不愿在俄罗斯的监狱中遭受酷刑。
2023年1月，无政府共产主义者战斗组织声称对克拉斯諾亞爾斯克邊疆區的西伯利亞鐵路部分被炸毁一事负责。
2023年4月19日，该组织的创建者之一德米特里·彼得罗夫在为烏克蘭國土防禦部隊作战时在巴赫穆特戰役中阵亡。
6月24日，对瓦格納集團叛亂一事，该组织表示，“普京政权和普里戈任都不是我们的朋友。在这场两个食人者之间的斗争中，无政府主义者应该袖手旁观——让他们尽可能地互相流血。这样他们就无法干涉人民的未来。”